# شازن پودماسه
شازن پودماسه (به انگلیسی: Shazahn Padamsee) (زاده ۱۹۸۷) بازیگر، مدل هندی است.
از فیلم‌هایی که وی در آن‌ها نقش داشته‌است می‌توان به خانه شلوغ ۲، دل هنوز بچه است، راکت سینگ و پرتقال اشاره کرد.